# Kalkot Matas Kelekele
Kalkot Matas Kelekele (Port Vila, 24 de abril de 1949) es abogado y político vanuatuense. Fue el presidente de Vanuatu desde el 16 de agosto de 2004 hasta el mismo día de 2009.

## Biografía
De profesión abogado, fue el primer presidente electo que llega a la magistratura siendo profesional. Su función como Presidente fue muy limitada, puesto que como república parlamentaria, el Parlamento entrega los poderes políticos al primer ministro. El presidente tiene la función de representar el país en cuestiones internacionales y ser garante de la Constitución.
| Predecesor: Josias Moli | Presidente de Vanuatu 16 de agosto de 2004 - 16 de agosto de 2009 | Sucesor: Maxime Carlot Korman |

- Datos: Q316133
- Multimedia: Kalkot Mataskelekele / Q316133